# مؤسسة بيرتلسمان
مؤسسة برتلسمان (بالألمانية: Bertelsmann Stiftung) هي مؤسسة مستقلة بموجب القانون الخاص، ومقرها في غوترسلوه، ألمانيا. تأسست في عام 1977 من قبل راينهارد مون نتيجة لاعتبارات اجتماعية وتجارية ومالية. وكما تصف مؤسسة برتلسمان نفسها، فإن المؤسسة تعزز «عمليات الإصلاح» و «مبادئ النشاط الريادي» لبناء «مجتمع موجه نحو المستقبل».
منذ عام 1993، تمتلك مؤسسة برتلسمان غالبية الأسهم في مجموعة برتلسمان. حيث تمتلك المؤسسة بالإضافة لمؤسسة راينهارد مون ومؤسسة BVG 80,9% ولكن ليس هناك حق التصويت.

## روابط خارجية
- الموقع الرسمي